# Orhan Çelik
Orhan Çelik (* 1959 in Karlıova in der Provinz Bingöl) ist ein in Deutschland lebender Schriftsteller aus der Türkei. 

## Leben
Çelik verbrachte seine Schulzeit in der Provinz Bingöl und studierte danach Erziehungswissenschaft an der pädagogischen Hochschule. Er lebt in Hamburg.
1984, als sein Debütroman Das kleine Dorf am großen Berg erschien, war er im türkisch-georgischen Grenzort Doğubeyazıt als Lehrer tätig. Darauf folgten seine Romane Sağırtaş (2001), Kumluk Diyar (2002), Li Çıyaye Gunde Bıçûk (in kurdischer Sprache) und Ar (2015). Die ersten, bereits von Sabine Adatepe übersetzten Romane erscheinen beim Verlag auf dem Ruffel. Er initiierte 2006 die Gründung einer kurdischen Theatergruppe, mit der er ein Jahr später sein Stück Sterken Ezmanen Hesin inszenierte. 2013 kam sein in Zaza-Sprache verfasstes Stück Adıré Çolig auf die Bühne. 2017 erschien ein weiteres kurdisches Bühnenwerk Çeliks: Fistansore.

## Werk
Romane in deutscher Übersetzung:
- Das kleine Dorf am großen Berg Aus dem Türkischen übersetzt von Sabine Adatepe. Ruffel, Engelschoff 2020, ISBN 978-3-933-847-76-8.
- Die verlorene Geschichte Aus dem Türkischen übersetzt von Sabine Adatepe. Ruffel, Engelschoff 2023, ISBN 978-3-933-847-77-5.
- Der Taubstein. Aus dem Türkischen übersetzt von Sabine Adatepe. Ruffel, Engelschoff 2023, ISBN 978-3-933-847-71-3 (erscheint im Sommer 2023).